# Montagny-Sainte-Félicité
Montagny-Sainte-Félicité ist eine französische Gemeinde mit 431 Einwohnern (Stand: 1. Januar 2022) im Département Oise in der Region Hauts-de-France (vor 2016: Picardie); sie gehört zum Arrondissement Senlis und zum Kanton Nanteuil-le-Haudouin. Die Einwohner werden Montaféliciens genannt.

## Geographie
Die Gemeinde Montagny-Sainte-Félicité liegt im Regionalen Naturpark Oise-Pays de France, etwa 17 Kilometer südöstlich von Senlis und 21 Kilometer nordöstlich von Meaux. Umgeben wird Montagny-Sainte-Félicité von den Nachbargemeinden Baron im Norden, Versigny im Nordosten, Nanteuil-le-Haudouin im Osten, Silly-le-Long im Südosten, Le Plessis-Belleville im Süden, Ermenonville im Westen, Fontaine-Chaalis im Westen und Nordwesten sowie Montlognon im Nordwesten.

## Bevölkerungsentwicklung
| Jahr                       | 1962 | 1968 | 1975 | 1982 | 1990 | 1999 | 2006 | 2013 | 2021 |
| -------------------------- | ---- | ---- | ---- | ---- | ---- | ---- | ---- | ---- | ---- |
| Einwohner                  | 299  | 331  | 334  | 336  | 407  | 405  | 421  | 412  | 2423 |
| Quellen: Cassini und INSEE |      |      |      |      |      |      |      |      |      |

## Sehenswürdigkeiten
- Kirche Sainte-Félicité aus dem 12./13. Jahrhundert, Monument historique seit 1862

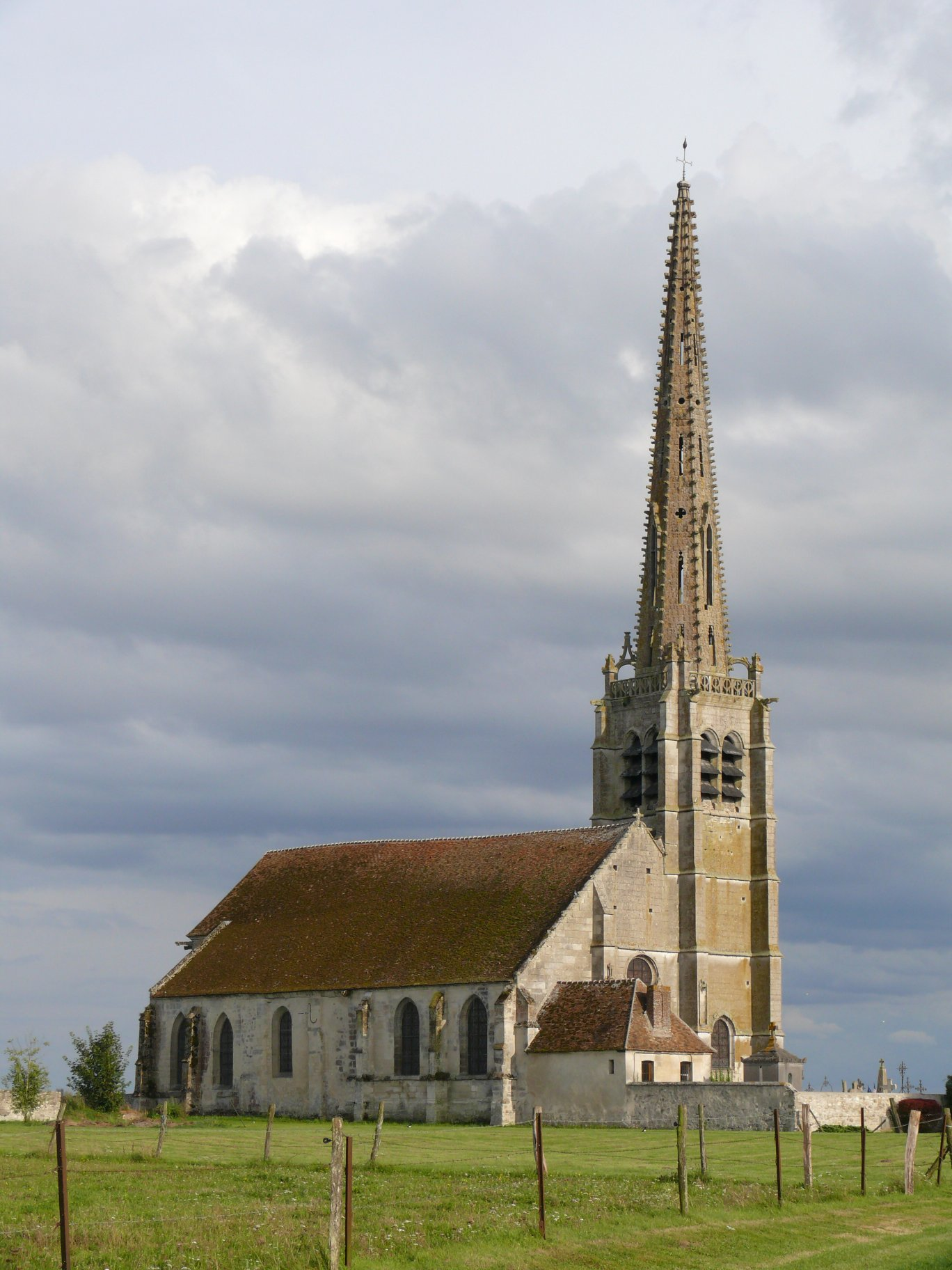
Kirche Sainte-Félicité